# Vachellia eburnea
Vachellia eburnea là một loài thực vật có hoa trong họ Đậu. Loài này được (L. f.) P.J.H. Hurter & Mabb. mô tả khoa học đầu tiên năm 2008.